# Eosinofília
L'eosinofília és un recompte d'eosinòfils a la sang perifèrica que supera 0,5 × 10⁹/l (500/μL). La hipereosinofília és una elevació del recompte d'eosinòfils en sang per sobre d'un 1,5 x 10⁹/l (és a dir, 1.500/μL). La síndrome hipereosinofílica és una elevació sostinguda d'aquest recompte per sobre d'1,5 x 10⁹/l (1.500/μL) que s'associa amb evidència de lesió tissular a causa dels eosinòfils.
Els eosinòfils solen representar menys del 7% dels leucòcits circulants. Un marcat augment del recompte d'eosinòfils del teixit no sanguini observat en l'examen histopatològic és diagnòstic de l'eosinofília del teixit. Es coneixen diverses causes, sent la més freqüent alguna forma de reacció al·lèrgica o infestació. Les interleucines estan implicades en l'estimulació de la producció d'eosinòfils. Aquestes tenen la capacitat d'induir la producció de citocines i sensibilitzar els limfòcits T, provocant una inflamació al·lèrgica mediada per citocines.

## Diagnòstic
El diagnòstic de l'eosinofília es fa mitjançant l'hemograma, però els procediments diagnòstics dirigits a la causa subjacent varien en funció de les afeccions sospitoses. Es pot emprar un recompte d'eosinòfils en la mucosa nasal per mesurar la sensibilitat als àcars de la pols. La ubicació del factor causal es pot utilitzar per classificar l'eosinofília en dos tipus generals: extrínsecs, en què el factor es troba fora del llinatge de les cèl·lules eosinòfiles; i eosinofília intrínseca, que denota etiologies dins de la línia cel·lular dels eosinòfils. Els tractaments específics estan dictats pel trastorn causant, tot i que en l'eosinofília idiopàtica, la malaltia es pot controlar amb glucocorticoides. L'eosinofília no és un trastorn o malaltia, és només un signe, tret que sigui idiopàtica.
De manera informal, els nivells d'eosinòfils en sang sovint es consideren lleugerament elevats en un recompte d'entre 500 i 1.500/μL, moderadament elevats entre 1.500 i 5.000/μL i molt elevats quan són superiors a 5.000/μL. Els augments dels recomptes d'eosinòfils en sang poden ser transitoris, sostinguts, recurrents o cíclics.
El recompte d'eosinòfils a la sang humana normalment oscil·la entre 100 i 500 per/μL. El manteniment d'aquests nivells resulta d'un equilibri entre la producció d'eosinòfils per les cèl·lules precursores dels eosinòfils de la medul·la òssia anomenades CFU-Eos i l'emigració d'eosinòfils circulants fora de la sang a través del vènules post-capil·lars als teixits. Els eosinòfils representen un petit percentatge de leucòcits de sang perifèrica (generalment menys del 8%), tenen una semivida en la circulació de només 8-18 hores, però persisteixen als teixits durant almenys diverses setmanes.

## Funció
Els eosinòfils són una forma de granulòcits terminalment diferenciats; funcionen per neutralitzar microbis invasors, principalment paràsits i helmints però també certs tipus de fongs i virus. També participen en el rebuig de trasplantament, la malaltia de l'empelt contra l'hoste i la destrucció de cèl·lules tumorals. En dur a terme aquestes funcions, els eosinòfils produeixen i alliberen sota demanda una sèrie d'espècies reactives de l'oxigen tòxiques (per exemple, hipobromit, àcid hipobromós, superòxid i peròxid) i també alliberen a demanda un armamentari preformat de citocines, quimiocines, factors de creixement, mediadors lipídics (per exemple, leucotriens, prostaglandines, factor activador de plaquetes) i proteïnes tòxiques (per exemple, metal·loproteïnases, proteïna bàsica principal, proteïna catiònica eosinòfila, peroxidasa eosinòfila i neurotoxina derivada d'eosinòfils). Aquests agents serveixen per orquestrar unes respostes immunitària i inflamatòria robustes que destrueixen els microbis invasors, el teixit estrany i les cèl·lules malignes. Quan es produeixen en excés i s'activen en excés, cosa que es produeix en certs casos d'hipereosinofília i, en menor mesura, d'eosinofília, els eosinòfils poden dirigir malament les seves espècies reactives d'oxigen i l'armamentari de molècules preformades cap als teixits normals. Això pot provocar danys greus a òrgans com el pulmó, el cor, els ronyons i el cervell.